# Гривня (міра ваги)

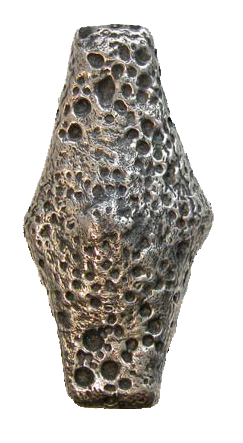
Київська гривня, 11-13 ст.

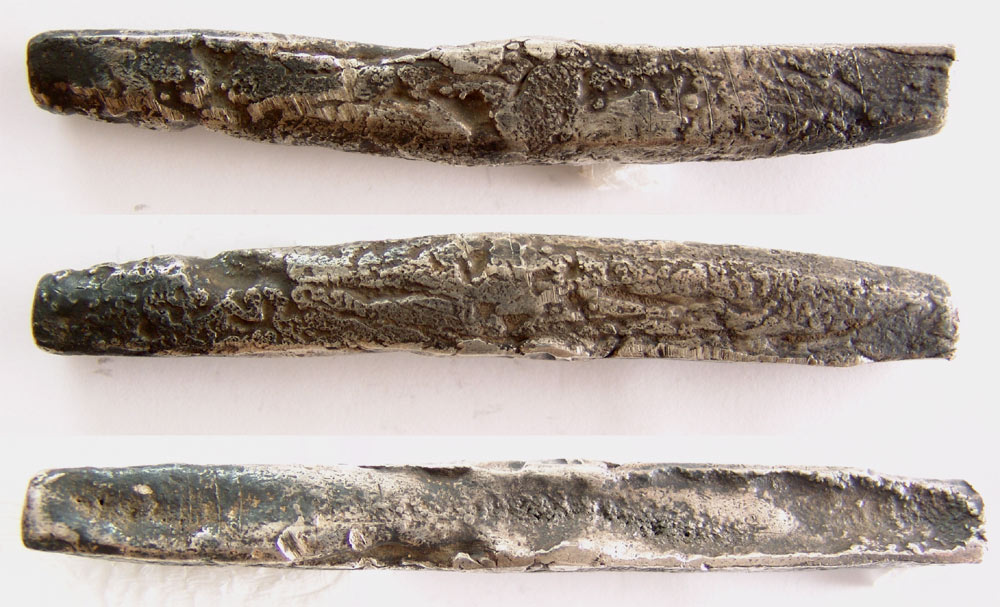
Новгородська гривня

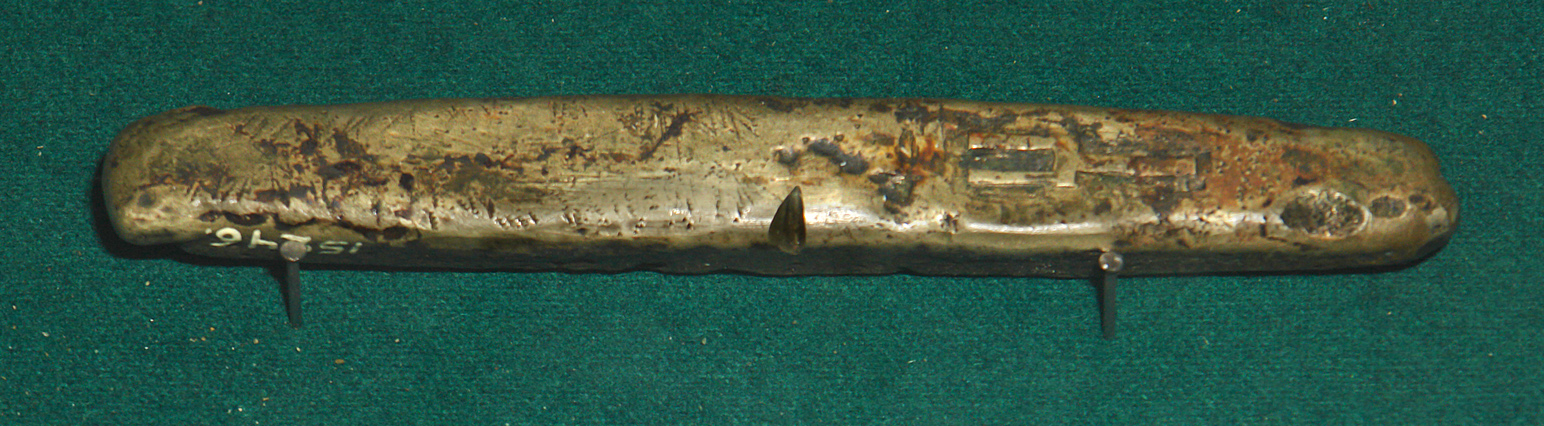
Гривня, 200 грамів, Центральний Військово-Морський музей, Санкт-Петербург

Гри́вня — вагова, грошово-вагова та грошово-рахункова одиниця Русі, Великого князівства Литовського, Королівства Польського та інших слов'янських країн, земель. В XII ст. срібна гривня важила близько 204 грамів.
В Русі з XI століття в обігу були київські гривни шестикутної форми, вагою близько 140—160 г, що служили одиницею платежу та засобом накопичення до монголо-татарського нашестя. Найбільше значення в грошовому обігу в Русі мали новгородські гривни. Перехідною від київської до новгородської була чернігівська гривня (по формі близька до київської, а по вазі — до новгородської).

## Різновиди
- «Монетна гривня» — великий «нерозмінний» злиток срібла. Перебувала в обігу в так званий «безмонетний період» Древньої Русі (XII, XIII та частково XIV століття), коли перестали карбувати давньоруські монети (златник, срібник) та почали поступати в обіг закордонні монети.
- «Київська гривня» — шестикутної форми, що перебувала у обігу в Русі з XI століття та мала масу близько 140—160 г. Названа так за місцем виготовлення.[2]
- «Новгородська гривня» — довгастий срібний зливок у вигляді палиці вагою 198—207 гр. та приблизним розміром 148х16х13 мм. Мала найбільше значення в грошовому обігу. Назва пов'язана з місцем їх першого знаходження в скарбах.[2][3]
- «Чернігівська гривня» — перехідна форма між київською та новгородською гривнями. Назва пов'язана з місцем їх першого знаходження в скарбах.[2] По формі близька до київської (140—160 г), по вазі — до новгородської гривні (204 г).
- Змійовик «Чернігівська гривня» — золотий медальйон, що належить до типу амулетів-змійовиків (вага бл. 186 г, діаметр 7,3 см). Випадково знайдений 1821 на березі р. Білоус поблизу Чернігова.